# Langues au Vietnam
Le Viêt Nam étant un pays pluriethnique, il comporte 54 langues. Parmi celles-ci, on peut distinguer quatre groupes appartenant aux langues austroasiatiques, sino-tibétaines, austronésiennes et tai-kadai.

## Langues austroasiatiques

### Vietnamien
Le vietnamien ou viêt est la langue de la majorité ethnique du pays et concerne environ 84 % de la population.
Il se subdivise en trois dialectes : du Sud, du Centre et du Nord. Ces dialectes se distinguent par des variations de vocabulaire et une prononciation différente des lettres et digrammes d, gi, r, v, x, s :
- le Nord se caractérisant par un plus grand nombre de consonnes dentales, le sud par leur quasi absence,
- le Nord prend en compte 6 tons, le Sud 5 (avec confusion du hỏi et du ngã), et le Centre 2.

Cependant, en pratique, chaque personne semble adopter la prononciation qui lui plaît, peu importe la région. Ces différences ne posent aucun problème de compréhension, la limite entre deux prononciations étant parfois imperceptibles.
Le mot kinh est utilisé pour désigner la majorité ethnique et sa langue, en référence au mot « kinh đô » signifiant la « capitale » ou la « grande ville ». Ce concept est fréquemment traduit par « majorité urbaine ».

### Mường
Deuxième groupe autochtone en nombre, il est supposé être une forme ancienne du kính et se rencontre dans les régions montagneuses du nord Viet Nam. Il est parfois amalgamé avec le kính, certains le considérant comme un dialecte arriéré voué à disparaître.
Cependant, il conserve une partie de grammaire flexionnelle qui fait soupçonner une évolution du vietnamien comparable (bien que plus avancée et ancienne) à l'évolution de l'anglais depuis un substrat germanique, avec disparition progressive des accords et déclinaisons pour arriver à leur absence totale en vietnamien.[réf. souhaitée]

## Langues austronésiennes

### Cham
Le cham fait partie du groupe malayo-polynésien de la famille des langues austronésiennes. Il est parlé par environ 100 000 personnes au Viêt Nam (estimation de 1992).
Les langues chru, jarai, haroi, roglai du Nord et rhade, parlées par des populations désignées sous le nom de Montagnards, sont apparentées au cham.

## Langues tai-kadai
Des populations parlant des langues de la famille tai-kadai, telles que le laha, le tày, le bouyei, bien que cette dernière soit surtout parlée en Chine, vivent au Viet Nam.